# Lycosa emuncta
Lycosa emuncta är en spindelart som beskrevs av Banks 1898. Lycosa emuncta ingår i släktet Lycosa och familjen vargspindlar. Inga underarter finns listade i Catalogue of Life.